# Societatea Filarmonică
Societatea Filarmonică, înființată în 1833 de Ion Câmpineanu, împreună cu Ion Heliade-Rădulescu a fost o asociație al cărei țel declarat era încurajarea dramaturgiei naționale.
Societatea mai avea și un țel ascuns, fiind dublată de o asociație secretă colportoare de idei politice și sociale, precum: unirea Principatelor, introducerea votului universal, statornicia egalității înaintea legii, dezrobirea țiganilor ș.a.
Societatea și-a axat extrem de mult preocupările pe crearea propriei generatii de actori cu pregătire de nivel european. Principalele probleme cu care s-a confruntat în scurta sa activitate (1833-1837) au fost cele financiare. Cu toate că membrii săi au donat anual din veniturile personale în scopul achiziționării costumelor, plății chiriei etc, treptat, societatea a dus lipsă de fonduri, fiind ignorată de cei de la putere. Nu se cunosc foarte clar motivele pentru care Societatea și-a încetat activitatea, dar se presupune ca acestea au fost in mare parte de ordin financiar.

## Scopul cultural
Din statutele ce s-au publicat la tipografia lui Heliade-Rădulescu, în anul 1835, într-o broșură intitulată Lucrările Societății Filarmonice de la 1 decembrie 1833 până la 1 aprilie 1835 rezultă că scopul mărturisit al acestei societăți era „cultura limbei Rumânești și înantarea literaturii, întindere muzicii vocale și instrumentale în Prințipat și spre acestea formarea unui Teatru Național”.
Printre membri acestei societăți-afară de Heliade-Rădulescu și Câmpineanu ca ințiatori-întâlnim numele unor personalități de seamă ca: C. Aristia, ban Grigore Băleanu, Al. Bellu, Const. Brăiloiu, Scarlat Bărcănescu, marele postelnic George Bibescu, stolnicul Brătianu, I. Budișteanu, Al. Villara, Ion Voinescu II, Tache Ghica, N. Golescu, N. Danielopol, Lahovari, Crețulescu, Manu, Oteteleșteanu, Sc. Rosset, Racoviță, Filipescu, Iancu Văcărescu, Ion Odobescu și alții, înscriși cu o contribuție anuală variind între 2 și 48 de galbeni de persoană. Unii dintre membri ca C. Manu, au făcut și donațiuni importante în bani și în materiale.